# الطاقة في البرازيل

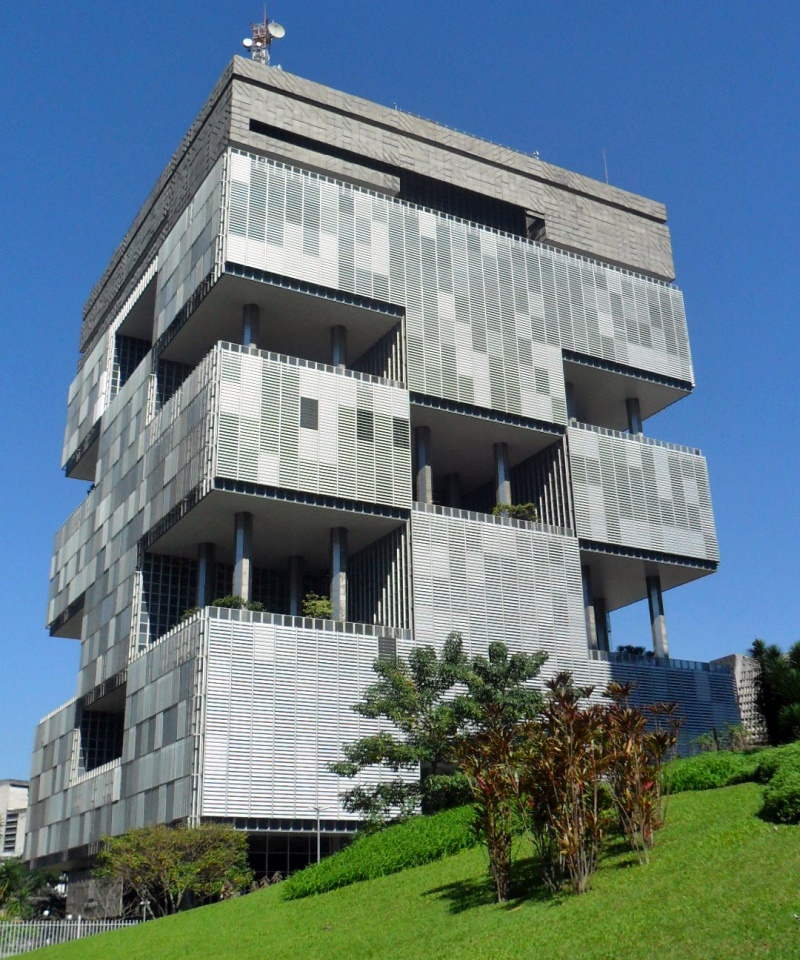
المقر العالمي لشركة بتروبراس في ريو دي جانيرو. تُعد الشركة أهم منتج للطاقة في البرازيل، فضلاً عن كونها ثاني أكبر شركة في البلاد بعد شركة إيتيو يونيبنك.

تحتل الطاقة في البرازيل (بالإنجليزية: Energy in Brazil)‏ المرتبة العاشرة كأكبر مستهلك للطاقة في العالم وأكبرها في أمريكا الجنوبية، بينما تعد منتجًا مهمًا للنفط والغاز في المنطقة، وثاني أكبر منتج للوقود الإيثانول على مستوى العالم. وتشمل الجهات الحكومية المسؤولة عن سياسة الطاقة في البرازيل وزارة المناجم والطاقة (MME)، والمجلس الوطني لسياسة الطاقة (CNPE)، والوكالة الوطنية للنفط والغاز الطبيعي والوقود الحيوي (ANP)، والوكالة الوطنية للكهرباء (ANEEL). تعتبر الشركات المملوكة للدولة بتروبراس والكتروبراز من اللاعبين الرئيسيين في قطاع الطاقة في البرازيل، وكذلك في أمريكا اللاتينية .

## نظرة عامة

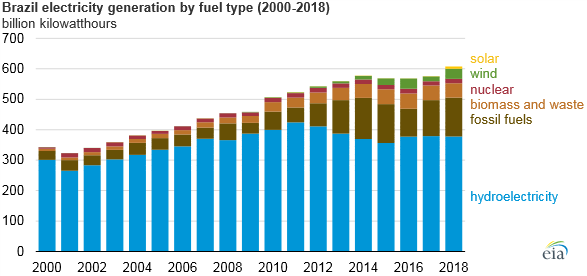
مصادر الكهرباء في البرازيل 2000-2018

تطور انبعاثات ثاني أكسيد الكربون

مزيج الطاقة من البرازيل

| مصدر الطاقة | المؤشر                 | المرتبة | العام  | الكمية | الوحدة       | ٪ في العالم | توضيحات                                                                                                   |
| زيت خام | إنتاج                  | 9º      | 2019 ص | 145    | جبل          | 3،3٪        | 1º : الولايات المتحدة (742 مليون طن)، 2 درجة : روسيا (560 متر)، 3 درجات : السعودية (546 مليون طن)         |
| الكهرباء | إنتاج                  | 8º      | 2018   | 601    | تيراوات ساعة | 2،3٪        | 1º : الصين (7149 تيراواط ساعة)، 2 درجة : الولايات المتحدة (4434 تيراواط ساعة)                             |
| الكهرباء | صافي الاستيراد         | 3º      | 2018   | 35     | تيراوات ساعة | 9،3٪        | 1º : الولايات المتحدة (44 تيراواط ساعة)، 2º : إيطاليا (44 تيراواط ساعة)                                   |
| إنتاج الكهرباء حسب المصدر                                                                                            | مصادر متجددة           | 3º      | 2018   | 495    | تيراوات ساعة | 7،4٪        | 1º : الصين (1833 تيراواط ساعة)، 2 درجة : الولايات المتحدة (743 تيراواط ساعة)                              |
| الطاقة الكهرومائية                                                                                                   | إنتاج                  | 2º      | 2018   | 389    | تيراوات ساعة | 9،0٪        | 1º : الصين (1232 تيراواط ساعة)، 3 درجات : كندا (386 تيراواط ساعة)                                         |
| الطاقة الكهرومائية                                                                                                   | تم تركيب الطاقة        | 2º      | 2018   | 105    | غيغاواط      | 8,1٪        | 1º : الصين (352 جيجاواط)، 3º : الولايات المتحدة (103 جيجاوات)                                             |
| الطاقة الكهرومائية                                                                                                   | ٪ الطاقة الكهرومائية * | 2º      | 2018   | 64،7   | ٪            |             | 1º : النرويج (95،0٪)                                                                                      |
| قوة الرياح | إنتاج الكهرباء         | 7º      | 2018   | 48     | تيراوات ساعة | 3،8٪        | 1º : الصين (366 تيراواط ساعة)، 2º : الولايات المتحدة (276 تيراواط ساعة)                                   |
| قوة الرياح | تم تركيب الطاقة        | 8º      | 2018   | 14،4   | غيغاواط      | 2،6٪        | 1º : الصين (184.3 جيجاواط)                                                                                |
| قوة الرياح | ٪ رياح / كهرباء *      | 4º      | 2018   | 8,1    | ٪            |             | 1º : اسبانيا (18.5٪)                                                                                      |
| الكتلة الحيوية | استهلاك الطاقة الأولية | 5º      | 2019   | 3915   | PJ           | 6،9٪        | 1º : الهند (7998 PJ)، 2º : الصين (5299 PJ)، 3º : نيجيريا (4929 بيج)، 4 درجات : الولايات المتحدة (4540 PJ) |
| الكتلة الحيوية | إنتاج الكهرباء         | 3º      | 2019   | 54،9   | تيراوات ساعة | 10,1٪       | 1º : الصين (111.1 تيراواط ساعة)، 2 درجة مئوية : الولايات المتحدة (56 تيراواط ساعة)                        |
| *الطاقة الكهرومائية (٪): حصة الطاقة الكهرومائية في إنتاج الكهرباء (الترتيب على أكبر 10 منتجين) تقدير مؤقت لعام 2019. |                        |         |        |        |              |             | |

| الطاقة في البرازيل | الطاقة في البرازيل | الطاقة في البرازيل | الطاقة في البرازيل | الطاقة في البرازيل | الطاقة في البرازيل | الطاقة في البرازيل        |
| | رأس المال          | الطاقة الأولية     | إنتاج              | استيراد            | كهرباء             | انبعاث ثاني أكسيد الكربون |
| | مليون              | تيراوات ساعة       | تيراوات ساعة       | تيراوات ساعة       | تيراوات ساعة       | مليون طن                  |
| --- | ------------------ | ------------------ | ------------------ | ------------------ | ------------------ | ------------------------- |
| 2004 | 183.9              | 2،382              | 2050               | 364                | 360                | 323                       |
| 2007 | 191.6              | 2740               | 2،507              | 289                | 413                | 347                       |
| 2008 | 192.0              | 2890               | 2،653              | 314                | 429                | 365                       |
| 2009 | 193.7              | 2793               | 2679               | 182                | 426                | 338                       |
| 2010 | 195.0              | 3،089              | 2،865              | 289                | 465                | 388                       |
| 2012 | 196.7              | 3140               | 2898               | 333                | 480                | 408                       |
| 2012R | 198.7              | 3276               | 2930               | 391                | 498                | 440                       |
| 2013 | 200.0              | 3415               | 2941               | 531                | 517                | 517                       |
| تغيير 2004-10 | ٪6.0               | ٪30                | ٪40                | ٪21-               | ٪29                | ٪20                       |
| Mtoe = 11.63 تيراواط ساعة، الطاقة الأولية. تشمل الطاقة خسائر الطاقة > 2012R = تغيرت معايير حساب ثاني أكسيد الكربون، تم تحديث الأرقام |                    |                    |                    |                    |                    |                           |

## مصفوفة الطاقة الكلية ومصفوفة الطاقة الكهربائية
السمة الرئيسية لمصفوفة الطاقة البرازيلية هي أنها أكثر تجددًا بكثير من مصفوفة الطاقة العالمية. بينما كانت مصفوفة الطاقة العالمية في عام 2019 تتألف فقط من 14٪ من الطاقة المتجددة، كانت نسبة المصفوفة البرازيلية 45٪. مشتقات البترول والزيوت تشكل 34.3٪ من المصفوفة؛ مشتقات قصب السكر 18٪؛ الطاقة الهيدروليكية 12.4٪؛ الغاز الطبيعي 12.2٪؛ الحطب والفحم النباتي 8.8٪؛ الطاقات المتجددة المتنوعة 7٪؛ الفحم المعدني 5.3٪؛ النووي 1.4٪، والطاقات الغير متجددة الأخرى 0.6٪.
ففي مصفوفة الطاقة الكهربائية، يكمن الفرق الأكبر بين البرازيل والعالم: بينما كانت نسبة الطاقة الكهربائية المتجددة في العالم فقط 25٪ في عام 2019، كانت البرازيل تمتلك 83٪. تتألف مصفوفة الطاقة الكهربائية البرازيلية من: الطاقة الهيدروليكية 64.9٪؛ الكتلة الحيوية 8.4٪؛ طاقة الرياح 8.6٪؛ الطاقة الشمسية 1٪؛ الغاز الطبيعي 9.3٪؛ مشتقات البترول 2٪؛ النووي 2.5٪؛ الفحم ومشتقاته 3.3٪.

## إصلاحات قطاع الطاقة
في نهاية التسعينات وبداية الألفية الجديدة، خضع قطاع الطاقة في البرازيل لعملية تحرير السوق. في عام 1997، اعتمد قانون الاستثمار في البترول. وإنشاء إطار قانوني وتنظيمي، وتحرير إنتاج النفط، وزيادة استخدام الغاز الطبيعي، وزيادة المنافسة في سوق الطاقة، وزيادة الاستثمار في إنتاج الطاقة، وذلك في إطار عملية تحرير سوق الطاقة في البرازيل. انتهى الاحتكار الحكومي لاستكشاف النفط والغاز، وتم تقليل الدعم المقدم لقطاع الطاقة. ومع ذلك، استمرت الحكومة في السيطرة على الشركات الرئيسية في قطاع الطاقة، وتنظيم أسعار بعض المنتجات الطاقوية. وقد أنشئ المجلس الوطني لسياسة الطاقة (CNPE) والوكالة الوطنية للبترول والغاز الطبيعي والوقود الحيوي (ANP)، وذلك لتنظيم ورصد قطاع الطاقة في البرازيل.
تركز السياسات الحكوميةبشكل رئيسي على تحسين كفاءة الطاقة في القطاعين السكني والصناعي، بالإضافة إلى زيادة استخدام الطاقة المتجددة. وسيكون إعادة هيكلة القطاع الطاقي أحد القضايا الرئيسية لضمان توفير الاستثمارات الكافية في الطاقة لتلبية الحاجة المتزايدة للوقود والكهرباء.

### البترول

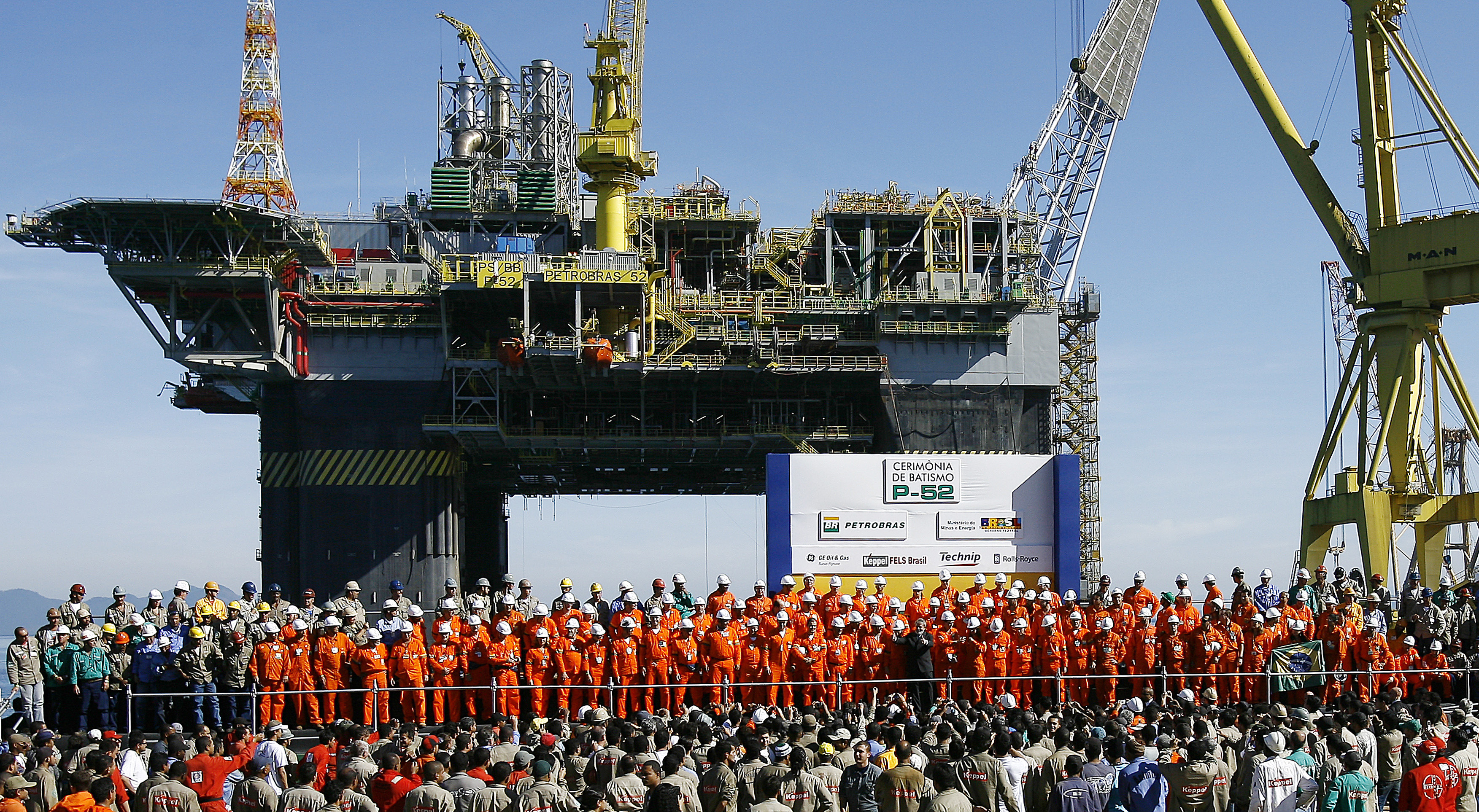
حفل تدشين منصة النفط P-52 التي تعمل في حوض كامبوس

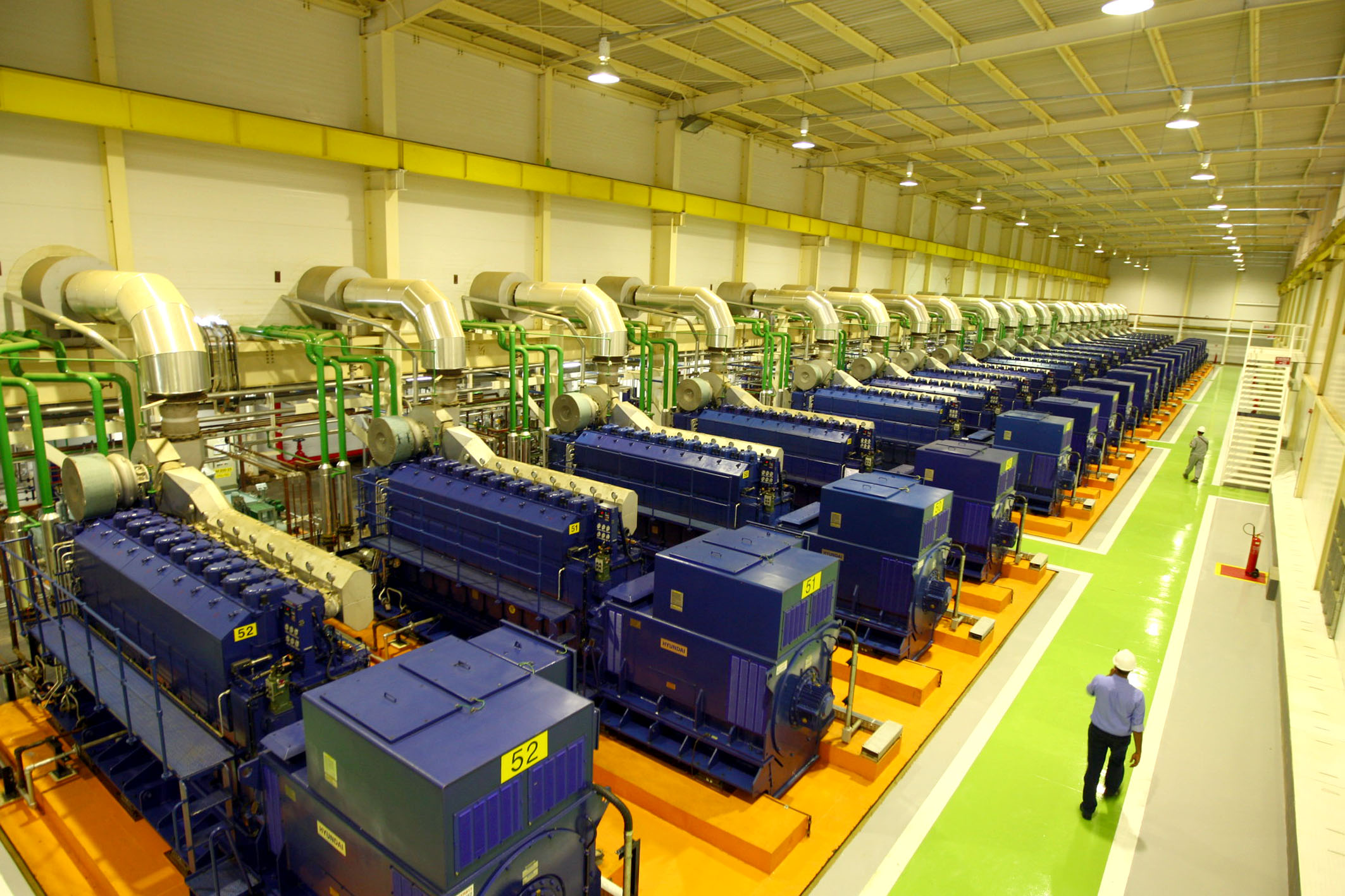
محطة أريمبيبي الحرارية القائمة على النفط في كاماكاري، ولاية باهيا

### الغاز الطبيعي

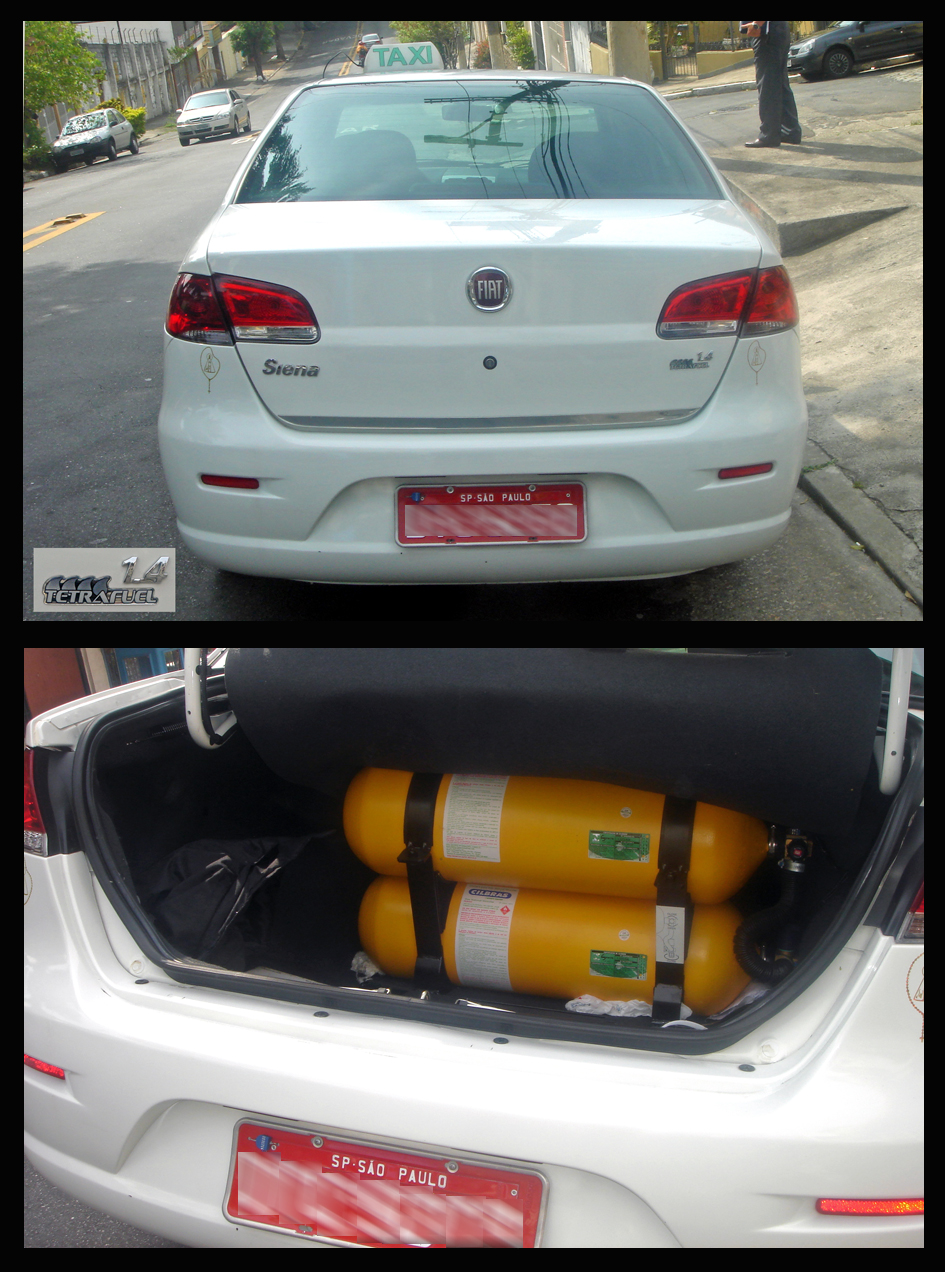
السيارات التي تعمل بالغاز الطبيعي، مثل فيات سيينا، شائعة في البرازيل.

### اليورانيوم

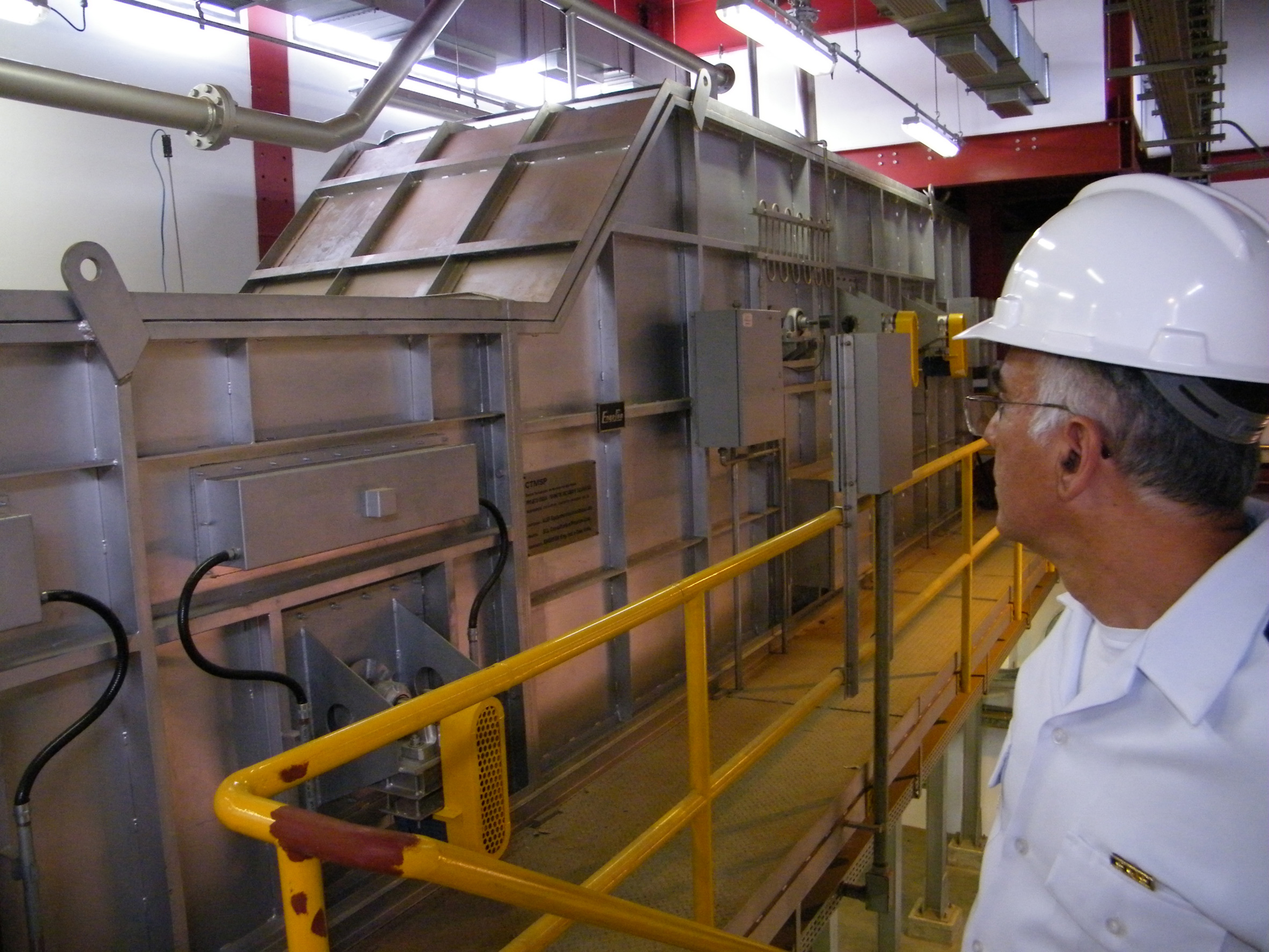
آلات لاستخراج سداسي فلوريد اليورانيوم في منشأة عسكرية في إيبيرو، تبنيت باستخدام التكنولوجيا البرازيلية

### الطاقة الكهرومائية

سد إيتايبو، أكبر سد في العالم لتوليد الطاقة الكهرومائية من خلال قدرة التوليد

### طاقة الرياح

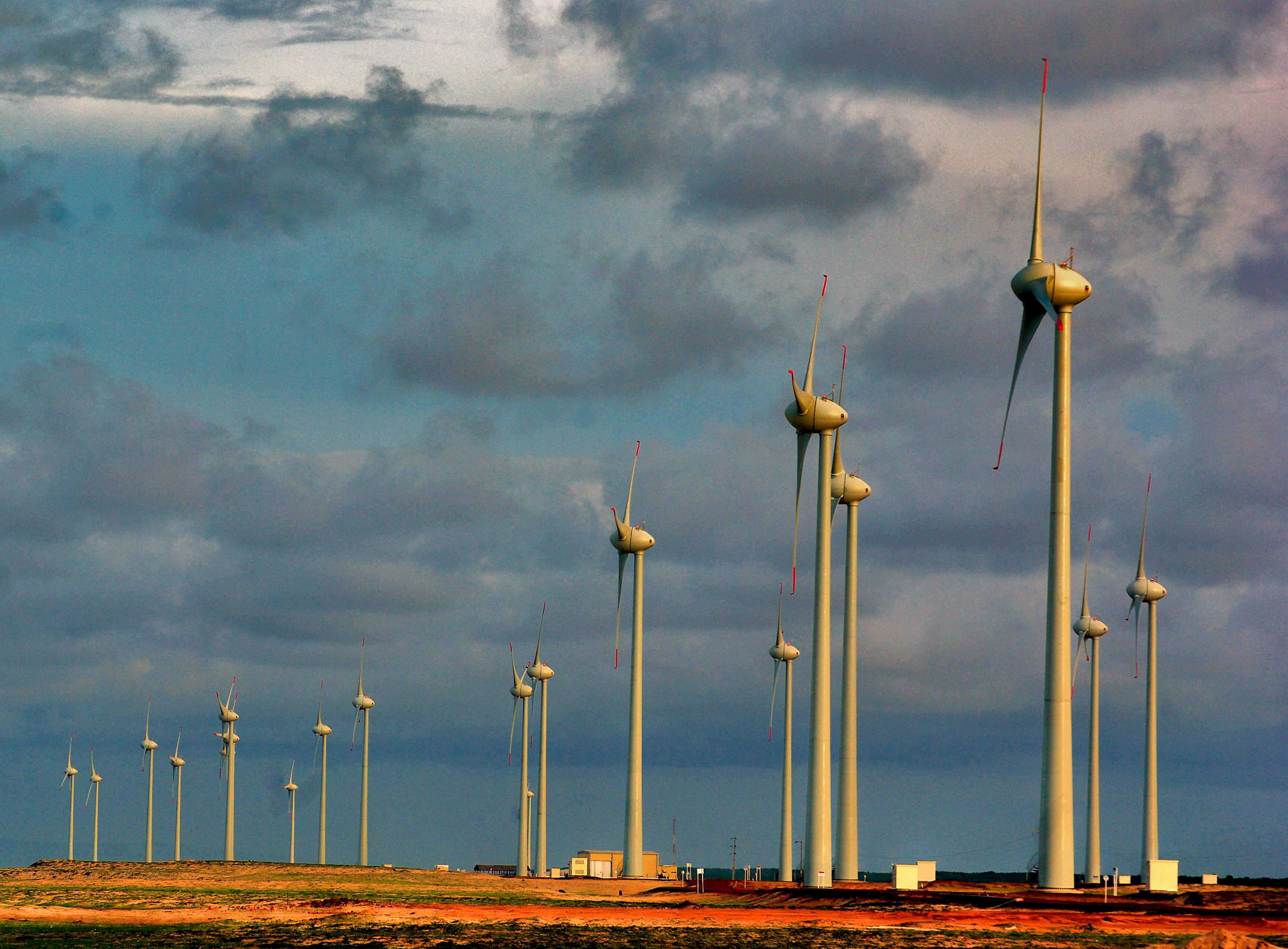
مزرعة الرياح في بارنايبا، بياوي

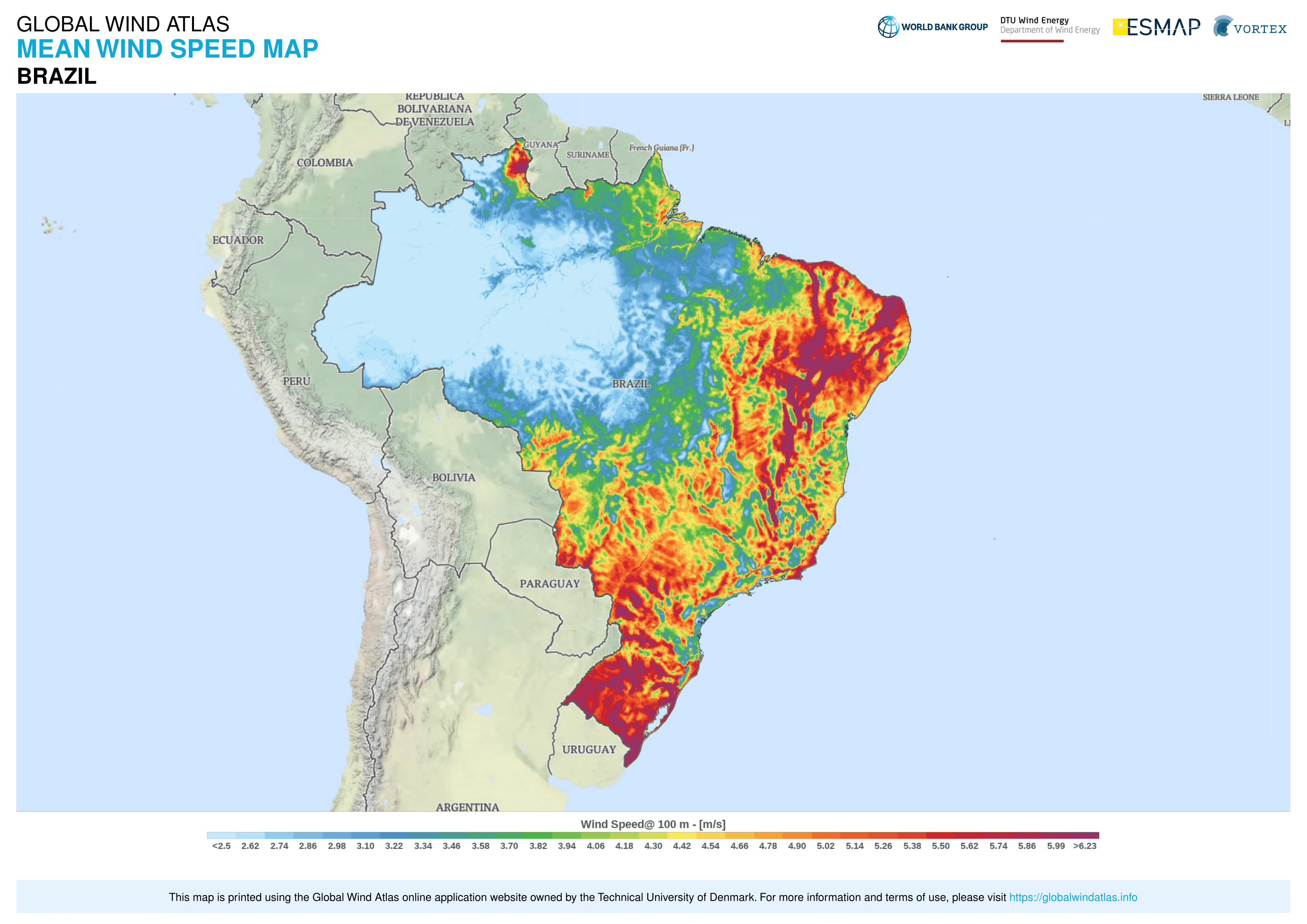
متوسط سرعة الرياح في البرازيل

### الطاقة الشمسية

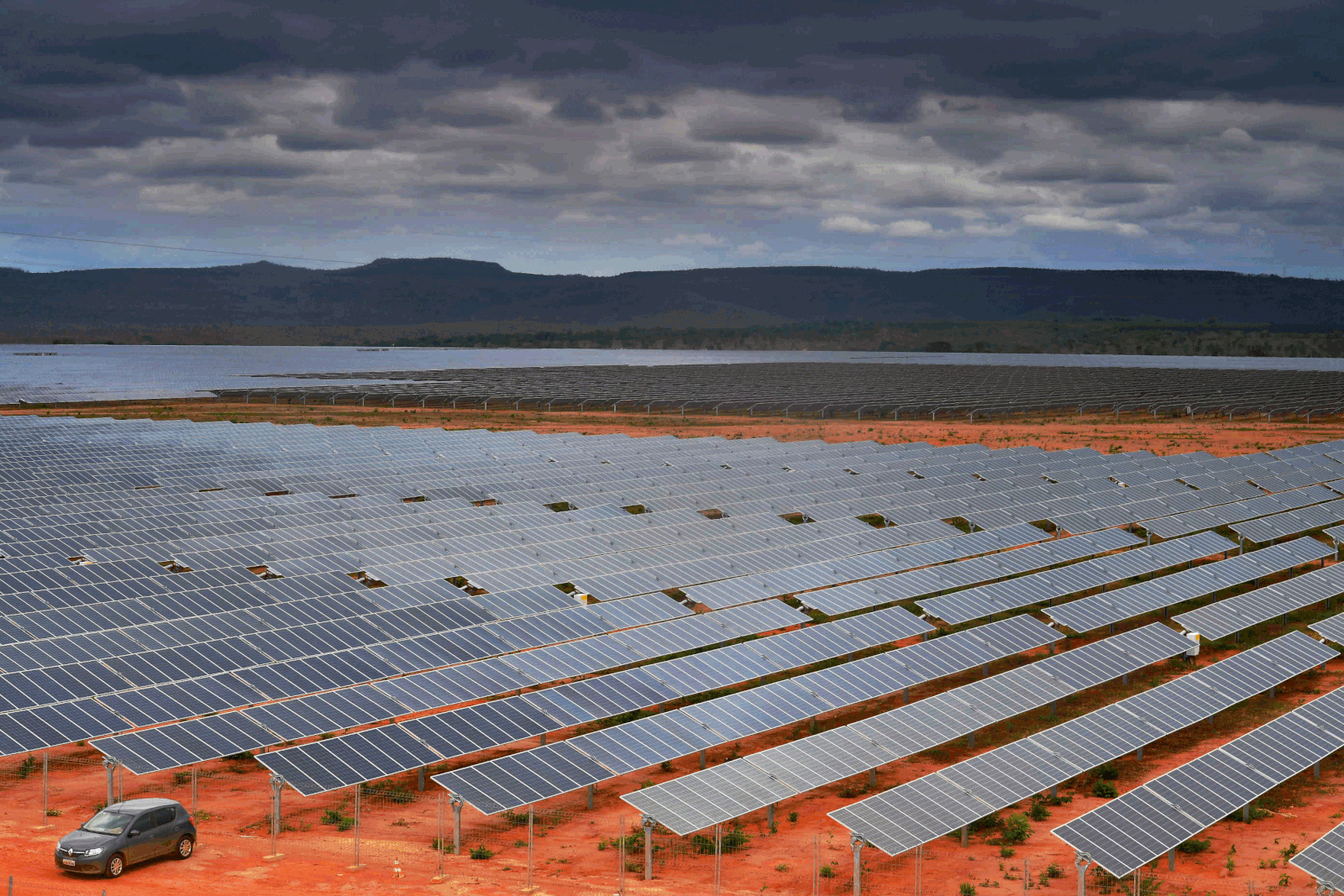
مجمع بيرابورا الشمسي.واحد من أكبر الشركات في أمريكا اللاتينية، بسعة 321 ميجاوات

### الطاقة النووية

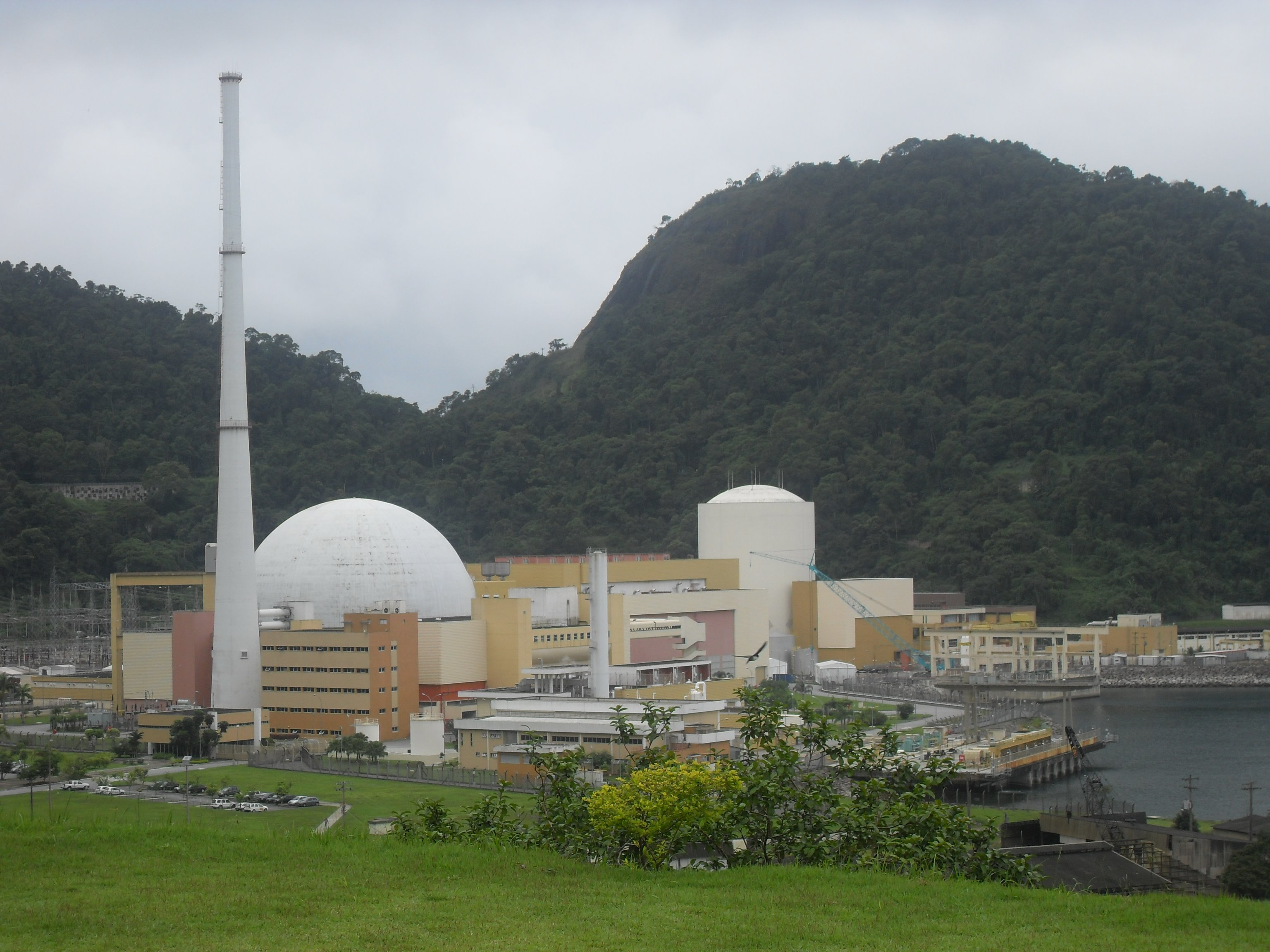
محطة أنجرا للطاقة النووية في أنجرا دوس ريس، ريو دي جانيرو

## الوقود الحيوي

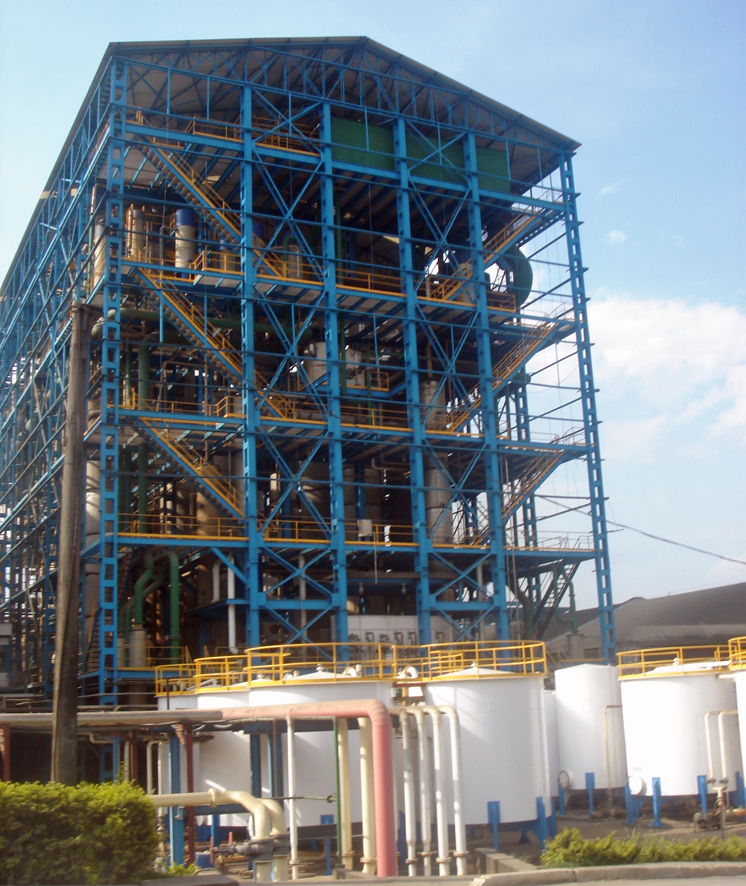
معمل تقطير الإيثانول في بيراسيكابا، ولاية ساو باولو